# Maurice Dupras
Pour les articles homonymes, voir Dupras.
Maurice Dupras, né le 13 septembre 1923 à Saint-Jérôme et mort le 31 décembre 2009 à Ottawa, est un courtier d'assurance, homme d'affaires et homme politique canadien.

## Biographie
Né à Saint-Jérôme dans la région des Laurentides, M. Dupras fut aviateur pour l'Aviation royale du Canada durant une partie de la Seconde Guerre mondiale de 1942 à 1945.
Il est élu député du Parti libéral du Canada dans la circonscription fédérale de Labelle pour la première fois lors de l'élection partielle déclenchée après la démission du député Léo Cadieux en 1970. Il a été réélu lors des élections de 1972, 1974, 1979 et en 1980.Lors des élections de 1974 et 1980 il défait le futur ministre progressiste-conservateur Marcel Masse. Durant son passage à la Chambre des communes, il est secrétaire parlementaire du ministre de l'Énergie, des Mines et des Ressources de 1976 à 1977 et du secrétaire d'État aux Affaires extérieures de 1977 à 1978.
En juin 1984, il a été nommé consul général du Canada à Bordeaux en France. Il est remercié en octobre 1984 après la prise de pouvoir par le Parti progressiste-conservateur de Brian Mulroney à la suite de l'élection fédérale de 1984. Il poursuivit le gouvernement du Canada à la suite de son renvoi qui s'est conclu par une entente hors-cour.